# میلوی
میلوی (انگلیسی: Miloy؛ زادهٔ ۲۷ مهٔ ۱۹۸۱) بازیکن فوتبال اهل آنگولا است.